# Atkinson (New Hampshire)
Pour les articles homonymes, voir Atkinson.
Atkinson est une ville des États-Unis située dans l'État du New Hampshire (Comté de Rockingham).